# Потоковідхилюючі методи діяння на пласт
Потоковідхилюючі методи діяння на пласт засновані на закачуванні в нагнітальні свердловини обмежених об’ємів спеціальних реагентів, призначених для зниження проникності високопроникних прошарків пласта (аж до їх блокування), з метою вирівнювання приймальності свердловини по розрізу пласта і, тим самим, створення більш рівномірного фронту витіснення і зменшення проривів води у видобувні свердловини.
Основна мета потоковідхилюючих методів:
- Відхилити рух води або газу від високопроникних зон;
- Змусити витискаючий агент проникати в малопроникні, нерозроблені частини пласта;
- Зменшити водовміст продукції видобувних свердловин;
- Підвищити коефіцієнт нафтовіддачі.

Основні види потоковідхилюючих методів:
- 1. Закачування гелеутворюючих систем:
Використовуються полімери, які утворюють гель в умовах пласта.
Після закачування гель блокує високопроникні зони.
Вода змушена переміщуватись в інші, ще не дреновані області.

- 2. Використання тампонажних матеріалів (цемент, глини, смоли):
Фізично закупорюють пори в водопровідних зонах.
Часто застосовуються для ремонту свердловин та відновлення ізоляції.

- 3. Полімерне заводнення:
В'язкі полімери знижують контрастність потоків між зонами з різною проникністю.
Забезпечується більш рівномірне витіснення нафти.

- 4. Ін'єкція поверхнево-активних речовин (ПАР):
Зменшують міжфазне натягнення між нафтою і водою.
Покращують змочуваність і доступ витискаючого агента до нафти.

- 5. Газо-гельові системи:
Поєднують в собі ефекти гелю і газу.
Мають властивість блокувати потоки в певних зонах, покращуючи контакт з нафтоносною частиною пласта.

Застосовуються потоковідхилюючі методи при:
- При ранньому прориві води у видобувну свердловину;
- При низькому охопленні пласта витісненням;
- У випадку розшарованості пласта та різної проникності його частин;
- Для відновлення ефективності заводнення після зниження видобутку.